# Preussen (Ballon)

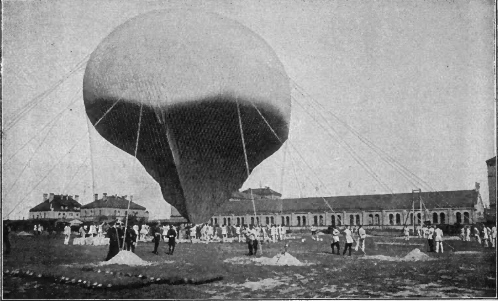
Der Ballon während der Befüllung mit Wasserstoff
am 31. Juli 1901

Preussen ist der Name des Ballons, mit dem die Berliner Meteorologen Arthur Berson und Reinhard Süring am 31. Juli 1901 als erste Menschen eine Höhe von mehr als 10.000 Metern erreichten. Diese Luftfahrt trug entscheidend zur Entdeckung der Stratosphäre bei.

## Vorgeschichte
Der Ballon wurde von der Continental Caoutchouk und Guttapercha-Compagnie in Hannover für 20.000 Mark (kaufkraftbereinigt in heutiger Währung: rund 166.000 Euro) aus gummiertem Stoff gefertigt und war als Fesselballon eine Attraktion der Berliner Gewerbeausstellung 1896. Für eine Weitfahrt ließ sein Besitzer Josef Robert Zekéli ihn vergrößern, sodass sein Fassungsvermögen von 6700 auf 8400 Kubikmetern anstieg, was einem Durchmesser von mehr als 25 Metern entspricht. Damit war er der größte bis dahin in Deutschland gebaute Ballon. Bei Wasserstoffbefüllung hatte er eine Tragkraft von zehn Tonnen, wobei etwa zwei Tonnen auf das Eigengewicht von Ballonhülle und -netz sowie auf den Korb entfielen. Die privat finanzierte Dauerfahrt, an der neben Zekéli Berson, Süring und der britische Luftfahrtpionier Patrick Alexander teilnahmen, scheiterte am 23. September 1900 aber schon nach 40 Kilometern, als sich das Schlepptau in der Dunkelheit am Boden verfing und starker Wind und drohende Gewitter die Ballonfahrer zur Aufgabe zwangen. Im März 1901 bot der neue Besitzer, der Potsdamer Bauunternehmer Carl Enders, den Ballon dem Aeronautischen Observatorium Berlin-Tegel als Geschenk an. Kaiser Wilhelm II. gestattete dem Observatorium die Annahme des Geschenks und gewährte zusätzlich eine Summe von 10.000 Mark für die Ausstattung zweier Hochfahrten. Der Ballon erhielt jetzt den Namen Preussen.
Dem Aeronautischen Observatorium kam die Schenkung sehr gelegen. In den 1890er Jahren hatten Meteorologen in Deutschland und Frankreich durch die Aufstiege von Wetterballons Hinweise darauf erhalten, dass die Lufttemperatur mit steigender Höhe nicht stetig abnimmt, sondern jenseits einer Höhe von 10.000 bis 12.000 Metern wieder ansteigt. Unklar war, ob die verwendeten registrierenden Messinstrumente überhaupt verlässliche Werte lieferten und ob nicht vielmehr die starke Sonnenstrahlung die Messergebnisse in dieser Höhe verfälschte. Zur Klärung dieser Frage plante Richard Aßmann, der Direktor des Observatoriums, den gleichzeitigen Aufstieg eines bemannten und eines unbemannten Ballons in möglichst große Höhen. Mit dem Preussen stand ihm endlich ein geeignetes Luftfahrzeug zur Verfügung.

## Hochfahrten

### Die vorbereitende Fahrt
Am 11. Juli 1901 fand zunächst eine vorbereitende Fahrt statt. Ziel war einerseits die Erprobung des Ballons, zum anderen aber auch das Studium des Einflusses der Höhe und der verdünnten Atmosphäre auf den menschlichen Organismus. Neben den Meteorologen und erfahrenen Ballonfahrern Arthur Berson und Reinhard Süring nahm der Wiener Arzt und Physiologe Hermann von Schrötter an der Fahrt teil, ein anerkannter Fachmann auf dem Gebiet der akuten Höhenkrankheit, der zur Prävention die Atmung von reinem Sauerstoff propagierte. Der Ballon wurde mit Leuchtgas befüllt und stieg während der neunstündigen Fahrt von Berlin nach Pirmasens auf eine Höhe von 7.450 Metern, wobei von Schrötter Messungen des Blutdrucks, der Atmung und der Pulsfrequenz der Teilnehmer vornahm.

### Die Rekordfahrt

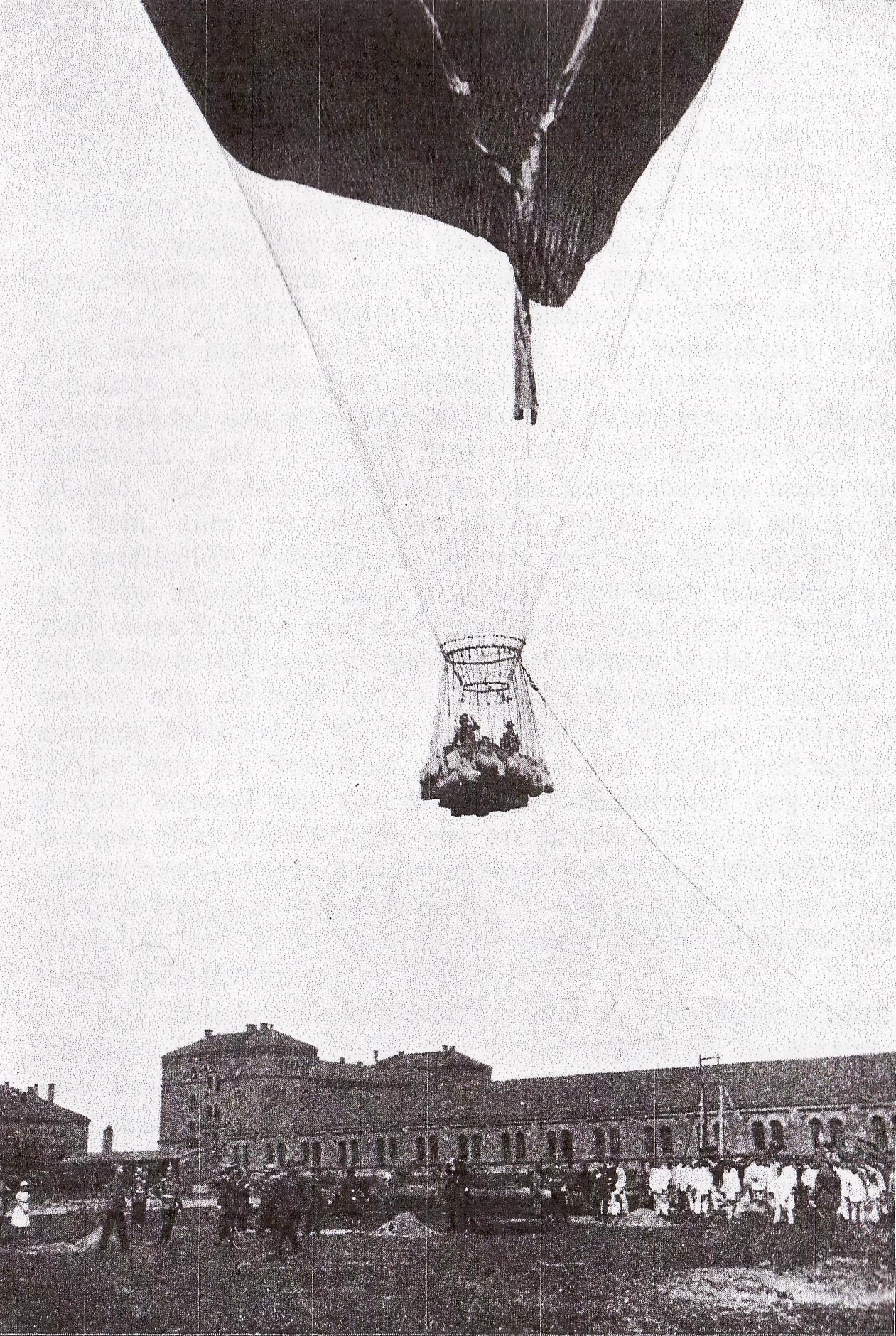
Beginn der Rekordfahrt am 31. Juli 1901

Die Hauptfahrt fand am 31. Juli 1901 statt. Der Ballon wurde auf dem Tempelhofer Feld mit 5400 Kubikmetern Wasserstoff aus 1080 Stahlflaschen gefüllt. Sie wurden auf 24 Fahrzeugen herangeschafft, die mehrfach beladen werden mussten. Dabei wurde der Preussen von 24 Erdankern und 300 Sandsäcken à 16 Kilogramm gehalten. An jeder der 48 Halteleinen standen zwei Soldaten der Militär-Luftschifferabteilung. Um genügend Halteleinen anbringen zu können, war der Korb über zwei Ringe mit der Ballonhülle verbunden. Der Ballast, der in mehreren Schichten außerhalb des Korbs angebracht war, bestand aus Sand und Eisenfeilspänen von etwa 3,5 Tonnen Gewicht. Insgesamt dauerte die Vorbereitung der Fahrt 4½ Stunden.
Um 10:50 Uhr hob der Ballon mit einer Vertikalgeschwindigkeit von 1,5 m/s ab und stieg, bis er in einer Höhe von 4.500 Metern prall gefüllt war. Anschließend begannen die Ballonfahrer mit dem Abwurf von Ballast. Als Süring trotz Sauerstoffatmung ohnmächtig wurde, betätigte Berson mehrmals das Ventil, um ein weiteres Steigen des Ballons zu verhindern. Bevor er selbst ohnmächtig wurde, konnte er eine Höhe von 10.500 Metern bestimmen. Da der Ballon noch stieg, könnte die maximale Höhe bei 10.800 Metern gelegen haben. Der mitgeführte Barograph konnte darüber keine Auskunft geben, da dessen Tinte bereits bei 10.000 Metern Höhe eingefroren war. Nach ihrem Erwachen landeten die Ballonfahrer sicher bei Briesen in der Nähe von Cottbus.
Obwohl der Preussen nicht bis in die Stratosphäre vorgedrungen war, führte die gute Übereinstimmung der abgelesenen Temperaturen mit den aufgezeichneten eines gleichzeitig durch Aßmann gestarteten Wetterballons letztlich zur Entdeckung der Stratosphäre.

### Die Hochfahrt am 24. Juni 1903
Die von Berson und Schrötter unternommene Fahrt diente erneut dem Studium der Höhenkrankheit und der Verfeinerung der Maßnahmen zu ihrer Prävention. Es sollte der Gebrauch von flüssigem Sauerstoff erprobt werden. Die Fahrt begann um 8:15 Uhr in Berlin bei Windstille. Nach stetigem Aufstieg erreichte der Ballon nach acht Stunden bei einer Temperatur von −38 °C eine Höhe von 8.800 Metern, als der Sauerstoffvorrat zu Ende ging. Schrötter bedauerte noch 1912, die 9.000-Meter-Marke nicht überschritten zu haben. Trotzdem war er nun derjenige lebende Ballonfahrer, der nach Berson und Süring die größte Höhe erreicht hatte. Nach fast elfstündiger Fahrt landete man bei Uthausen, 15 km südwestlich von Wittenberg.

## ILA 1909
Auf der ersten Internationalen Luftschifffahrts-Ausstellung (ILA) vom 10. Juli bis 17. Oktober 1909 in Frankfurt am Main avancierte der Preussen zum Publikumsmagneten. Er bildete das Zentrum der großen Ausstellungshalle. Über eine Schleuse konnten Besucher das Innere des Ballons betreten, der dazu ständig mit frischer Luft befüllt wurde. Das Aeronautische Observatorium Lindenberg stellte Originalaufzeichnungen der bei der Rekordfahrt des Ballons verwendeten Messgeräte aus.